# Biến dạng ngón chân cái
Biến dạng ngón chân cái (bunion) là một biến dạng của khớp nối ngón chân cái với bàn chân. Ngón chân cái thường uốn cong về phía các ngón chân khác và khớp trở nên đỏ và đau. Sự khởi đầu của bệnh này thường diễn biến dần dần. Các biến chứng có thể bao gồm viêm bao hoạt dịch hoặc viêm khớp.
Nguyên nhân chính xác là không rõ ràng. Các yếu tố được đề xuất bao gồm mang giày quá chật, tiền sử gia đình và viêm khớp dạng thấp. Chẩn đoán thường dựa trên các triệu chứng và được hỗ trợ bởi tia X. Một tình trạng tương tự của ngón chân út được gọi là biến dạng ngón chân út (bunionette).
Điều trị có thể bao gồm đi giày phù hợp, dụng cụ chỉnh hình hoặc NSAID thích hợp. Nếu các phép điều trị trên không hiệu quả để cải thiện triệu chứng, phẫu thuật có thể được thực hiện. Nó ảnh hưởng đến khoảng 23% người lớn. Nữ giới bị ảnh hưởng thường xuyên hơn nam giới. Tuổi khởi phát thông thường là từ 20 đến 50 tuổi. Tình trạng bệnh cũng trở nên phổ biến hơn với tuổi tác. Nó được mô tả rõ ràng lần đầu tiên vào năm 1870.

## Dấu hiệu và triệu chứng

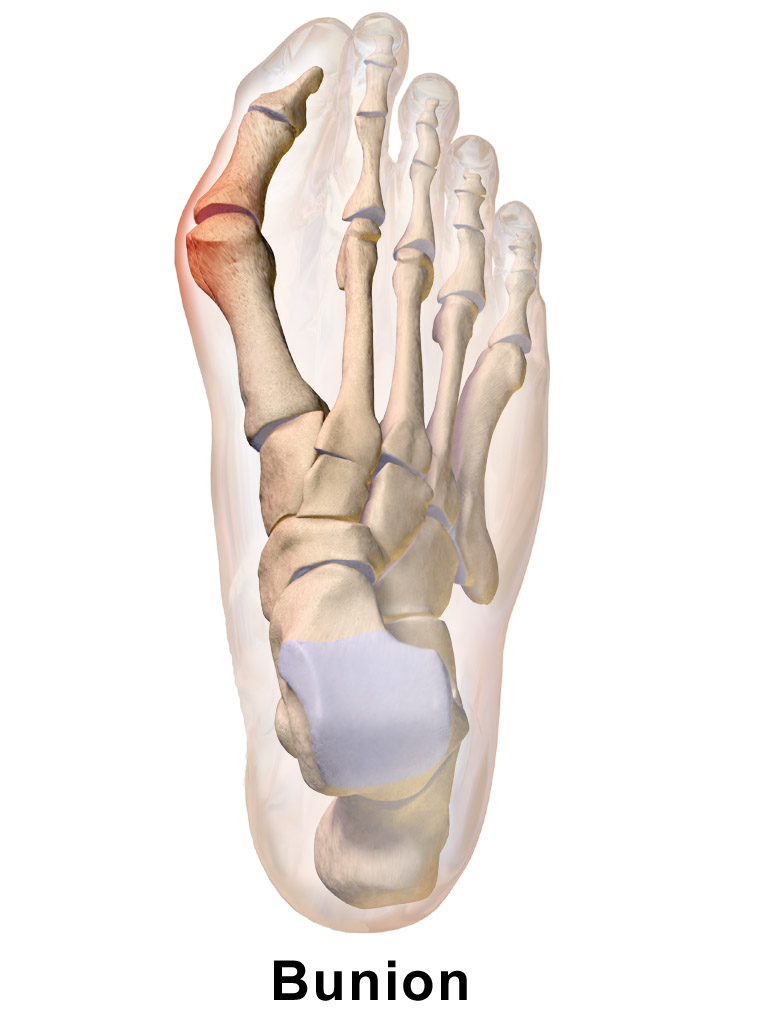
Hình vẽ biến dạng

Các triệu chứng của búi tóc bao gồm da bị kích thích xung quanh ngón chân cái, đau khi đi lại, đỏ khớp và đau, và có thể dịch chuyển ngón chân cái sang các ngón chân khác. Mụn nước cũng có thể dễ dàng hình thành xung quanh vị trí của bunion.
Sự hiện diện của biến dạng có thể dẫn đến khó khăn trong việc tìm giày dép phù hợp và có thể buộc người  bệnhphải mua một đôi giày cỡ lớn hơn để phù hợp với chiều rộng mà biến dạng tạo ra. Nếu biến dạng bunion trở nên đủ nghiêm trọng, bàn chân có thể bị đau ở những nơi khác nhau ngay cả khi không có sự co thắt của giày. Sau đó nó được coi là một vấn đề về chức năng cơ học của bàn chân trước.